# Fonte Lucente

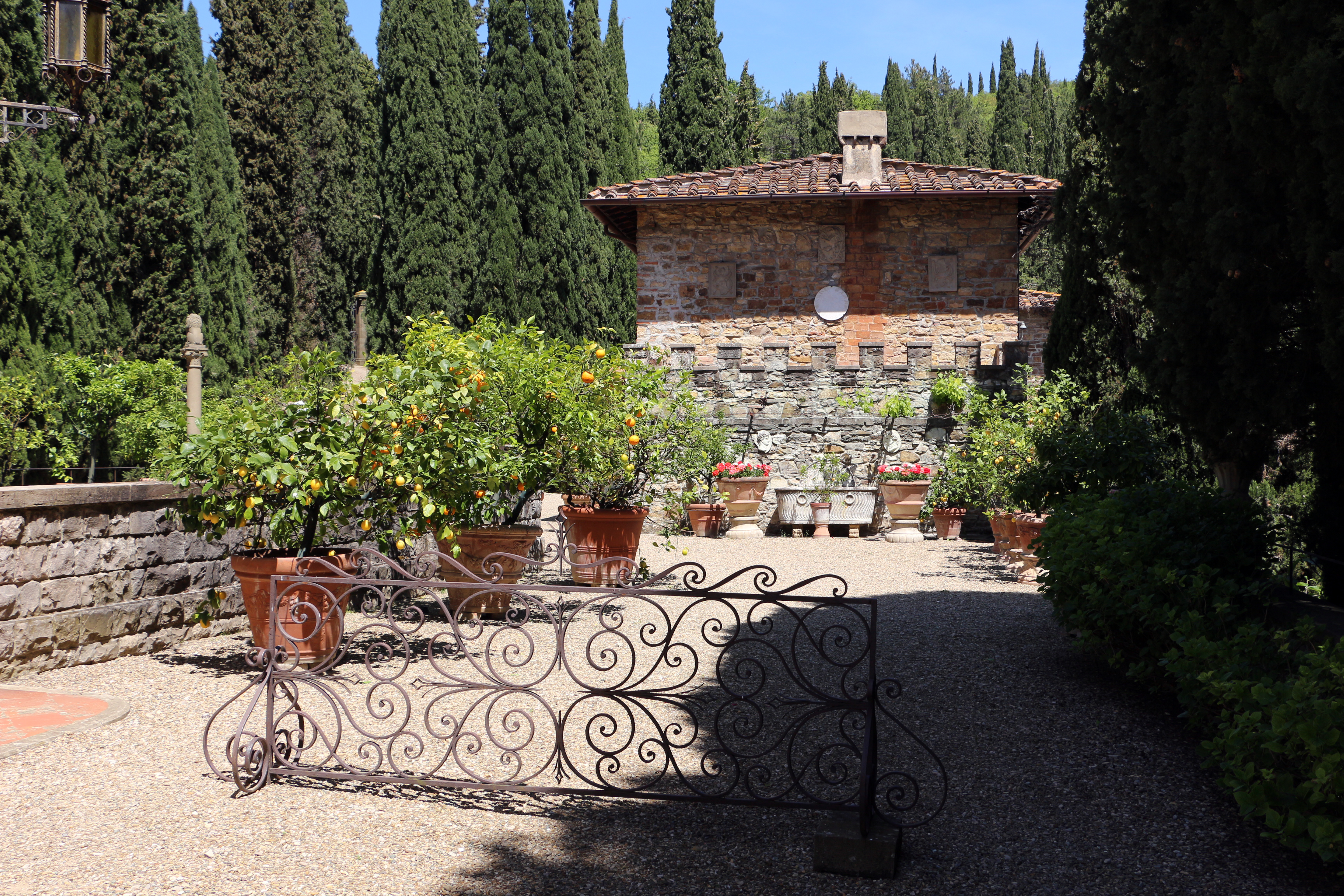
La villa

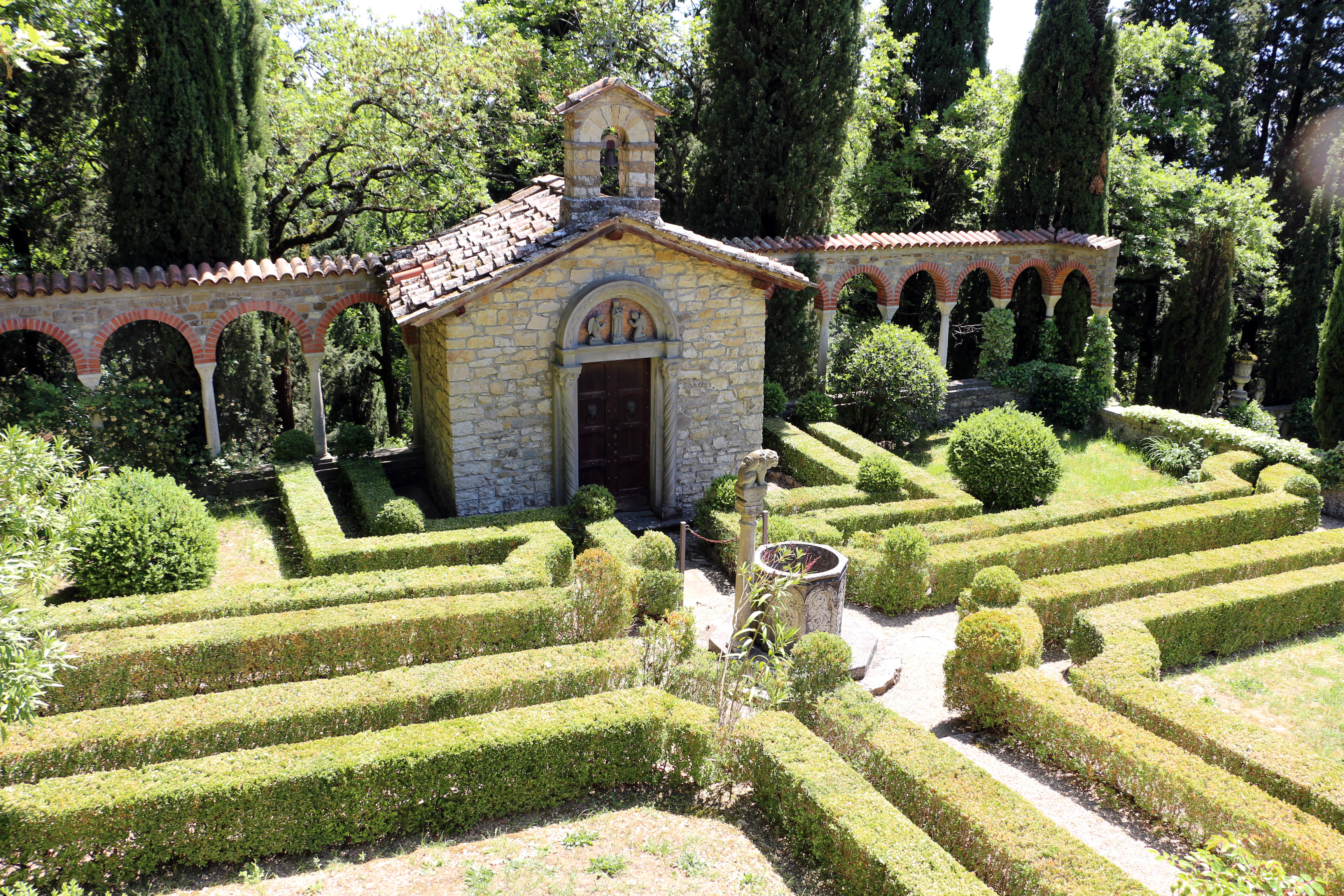
La cappella

Villa Peyron al Bosco di Fontelucente è una villa circondata da un ampio parco di Fiesole, situata in via di Vincigliata 2.

## Storia e descrizione
La villa, il giardino formale e l'ampio parco, si trovano sulle colline fiesolane, in una bellissima posizione con a sud una spettacolare vista su Firenze e verso est un'inquadratura di Castel di Poggio. Il toponimo del luogo prende la denominazione da una fonte cinquecentesca, immersa nel rigoglioso bosco, posta a monte della villa e che fornisce per caduta l'acqua necessaria al funzionamento delle numerosissime fontane presenti nel giardino e nel parco.
La villa fu verosimilmente costruita su rovine di epoca etrusca, delle quali vi sono tracce evidenti nei sotterranei e nelle immediate vicinanze, come i muri ciclopici emergenti nel parco; col passare dei secoli ebbe rifacimenti e trasformazioni finché non assunse l'aspetto attuale per opera dell'architetto Giovannozzi, nei primi del Novecento.
Il giardino, articolato su tre terrazzamenti digradanti verso sud, è sistemato con un parterre di bosso, lungo l'asse della villa. Presumibilmente il primo terrazzamento risale all'epoca di costruzione della villa, mentre gli altri, come molti interventi nel parco, sono stati realizzati prima da Angelo Peyron e successivamente dal figlio Paolo Peyron. È a Paolo Peyron che si deve la realizzazione del lago e del soprastante complesso architettonico e monumentale. Le statue di pregevole fattura che ornano il giardino, al posto di quelle andate distrutte durante l'ultima guerra, provengono dalle ville venete del Brenta.
Poco distante dalla villa si trova il Castello di Vincigliata, un tempo appartenuto a Sir John Temple Leader.
Nel 1998, promossa dall'Ente Cassa di Risparmio di Firenze, è nata la Fondazione Parchi Monumentali Bardini-Peyron che ha ricevuto in concessione dallo Stato la gestione e la valorizzazione di Villa Bardini con annesso il Giardino Bardini e la donazione dallo stesso Paolo Peyron della Villa Peyron con il suo giardino del Bosco di Fontelucente.
Oggi entrambi i giardini-parchi e le Ville sono visitabili.